# Білинська сільська рада (Рахівський район)
| Білинська сільська рада — колишній орган місцевого самоврядування у Рахівському районі Закарпатської області з адміністративним центром у с. Білин. Сільській раді були підпорядковані населені пункти: - с. Білин |

## Склад ради
Рада складалася з 16 депутатів та голови.

## Керівний склад сільської ради
| ПІБ                    | Основні відомості                                                               | Дата обрання | Дата звільнення |
| ---------------------- | ------------------------------------------------------------------------------- | ------------ | --------------- |
| Боркан Василь Іванович | Сільський голова, 1961 року народження, освіта                                  | 26.03.2006   | 31.10.2010      |
| Боркан Василь Іванович | Сільський голова, 1961 року народження, освіта середня спеціальна, позапартійна | 31.10.2010   |                 |

Примітка: таблиця складена за даними джерела

## Населення
Згідно з переписом УРСР 1989 року чисельність наявного населення сільської ради становила 1639 осіб, з яких 789 чоловіків та 850 жінок.
За переписом населення України 2001 року в сільській раді мешкало 1745 осіб.

### Мова
Розподіл населення за рідною мовою за даними перепису 2001 року:
| Мова       | Відсоток |
| ---------- | -------- |
| українська | 99,37 %  |
| російська  | 0,46 %   |
| молдовська | 0,17 %   |